# ستانيسلاف موروزوف
ستانيسلاف موروزوف (بالأوكرانية: Станіслав Олександрович Морозов) هو متزلج فني أوكراني وروسي، ولد في 1 فبراير 1979 في يكاترينبورغ في روسيا.

## وصلات خارجية
- ستانيسلاف موروزوف على موقع الاتحاد الدولي للتزلج (الإنجليزية)
- ستانيسلاف موروزوف على موقع الاتحاد الدولي للتزلج (الإنجليزية)
- ستانيسلاف موروزوف على موقع أوليمبيديا (الإنجليزية)